# Joan Didionová
Joan Didionová [dɪdiən] (5. prosince 1934 Sacramento, Kalifornie – 23. prosince 2021 Manhattan) byla americká spisovatelka a žurnalistka známá svým jasným prozaickým stylem a popisem sociálních a psychologických problémů. Patřila k autorům 60. a 70. let, kteří formovali svým psaním hnutí „nový žurnalismus“. Nová žurnalistika se snaží sdělovat fakta pomocí narativního sdělení a literárních technik, novinář stojí v centru dění a popisuje události subjektivně. Tento styl je také nazýván jako kreativní literatura faktu, intimní žurnalistika nebo literární literatura faktu. Ve svých článcích a především ve svých esejích zkoumala Didionová politiku, kontrakulturu 60. let, hippies, hollywoodský životní styl, Johna Wayna, Howarda Hughese aj., ale také sebe samu.

## Život a dílo
Její otec sloužil za druhé světové války v armádním leteckém sboru, proto se její rodina neustále stěhovala a do školy chodila nepravidelně, až po deseti letech se vrátila do Sacramenta. V roce 1956 roce vystudovala anglický jazyk a literaturu na Univerzitě v Berkeley. Během svého posledního ročníku studia vyhrála esejistickou soutěž Prix de Paris sponzorovanou magazínem Vogue, v eseji psala o sanfranciském architektovi Williamovi Wilsonu Wursterovi V letech 1956–1963 potom pro časopis pracovala. Během tohoto období napsala svůj první román Run River (1963), který popisoval rozpad kalifornské rodiny. S dokončením románu jí pomáhal spisovatel a novinář týdeníku Time John Gregory Dunne, za kterého se provdala. Ve své tvorbě byla ovlivněna především Ernestem Hemingwayem, ale také například Henrym Jamesem a Georg Eliot. Eseje psala na různá témata, která ji ovlivňovala. Zkoumala kulturní hodnoty a zkušenosti amerického života, všímala si amerických vztahů s jižními sousedy, popisovala své vzpomínky, pocity a dojmy z minulosti, vyslovovala své názory k současnosti, vyjadřovala se k politické situaci i k vládě, psala o historii a kultuře Kalifornie. Eseje vyšly například v knihách Slouching Towards Bethlehem (podle básně Williama B. Yeatse, 1968), The White Album (1979), Salvador (1983), Miami (1987), After Henry (1992), Political Fictions (2001), Where I Was From, 2003.
V 70. a 80. letech napsala knihy Play It As It Lays (1970, česky pod názvem Lízni si a hrej), A Book of Common Prayer (1977), Democracy (1984). Časopis Time zařadil knihu Lízni si a hrej mezi 100 nejlepších anglicky psaných románů publikovaných mezi roky 1923 a 2005 a v roce 1972 byl podle ní natočený film. Podle románu The Last Thing He Wanted (1996) byl natočen v roce 2020 film To poslední, co chtěl. V roce 2005 vyšla kniha The Year of Magical Thinking (česky jako Víc než další den) o vyrovnávání se se smrtí manžela, o šest let později napsala knihu Blue Nights o smrti dcery. Knihu The Year of Magical Thinking (překládá se také pod názvem Rok magického myšlení) později adaptovala do hry, která měla premiéru na Broadwayi v roce 2007. V České republice uvedlo hru Divadlo Na Fidlovačce v roce 2009.
Se svým manželem napsala scénáře k filmům Panic in Needle Park – Panika v Needle Parku (1971), A Star Is Born (1976) – Zrodila se hvězda(adaptace jejího románu Play It As It Lays), True Confessions – Pravdivé zpovědi (1981, podle románu Johna Gregoryho Dunna) a Up Close and Personal – Intimní detaily (1996).V roce 2017 natočil o Joan Didionové režisér Griffin Dunne dokument The Center Will Not Hold.
V roce 1996 jí byla udělena medaile Edwarda MacDowella, v roce 1999 dostala Cenu žurnalistiky Columbia a v roce 2002 Literární cenu Univerzitní knihovny v St. Louis. V roce 2005 získala Zlatou medaili Americké akademie umění a literatury a Národní knižní cenu za literaturu, v témže roce získala Cenu Roberta Kirsche . V roce 1981 byla zvolena do americké Akademie umění a literatury, je členkou Americké akademie umění a věd a Rady pro zahraniční vztahy. Čestný doktorát z Harvardovy univerzity získala v roce 2009 a čestný titul Yaleovy univerzity v roce 2011. V roce 2012 byla zařazena mezi 100 vynikajících novinářů ve Spojených státech za posledních 100 let. V roce 2013 jí prezident Barack Obama udělil Národní medaili umění a humanitních věd za rok 2012. a Harrison Ford cenu PEN Center USA za celoživotní dílo.
Zemřela 23. prosince 2021 ve věku 87 let.